# Umbrer

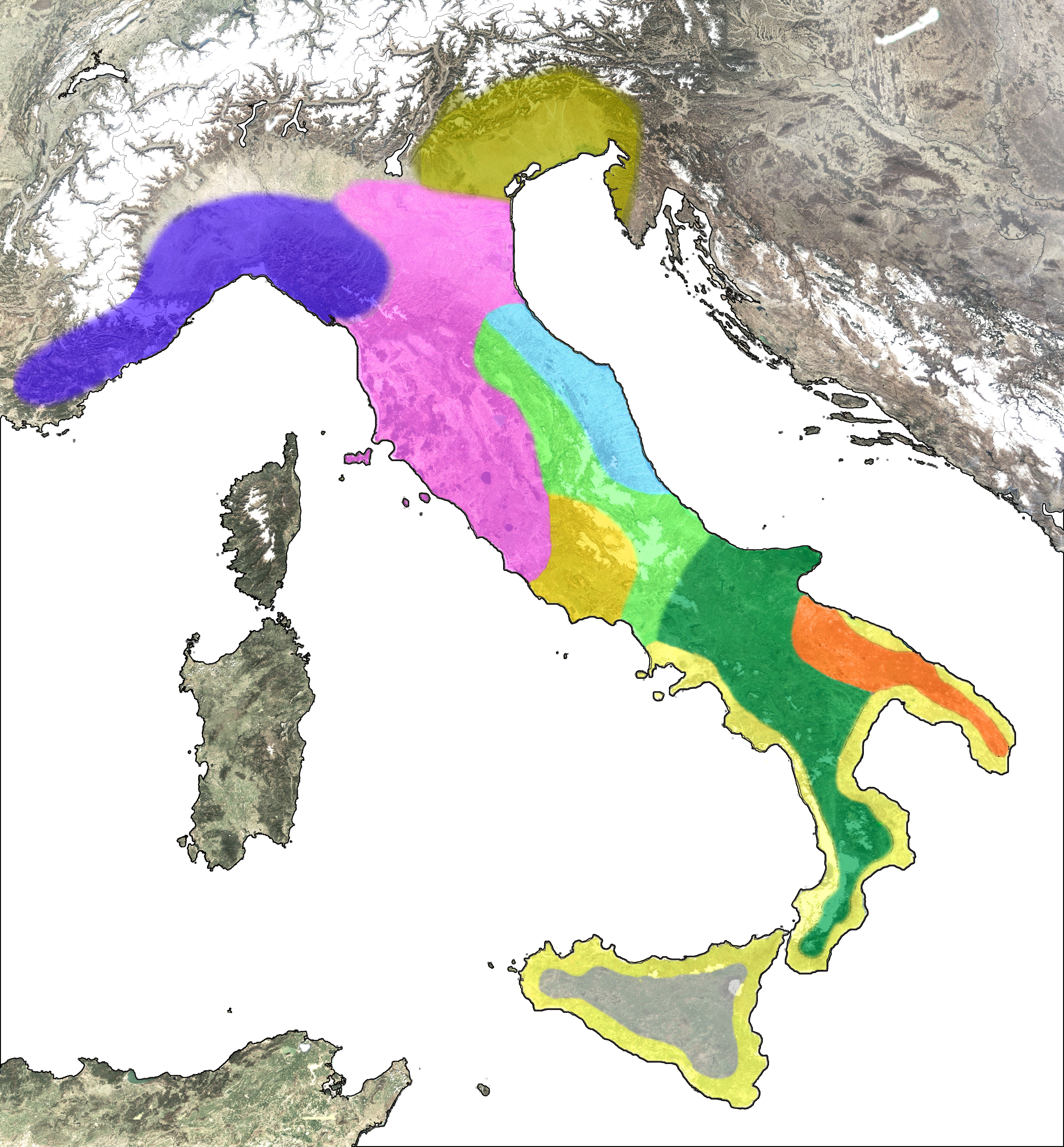
De viktigaste folkslagen i Italien 800 f.Kr.:
ligurer
veneter
etrusker
picener
umbrer
latiner
osker
messaper
greker

Umbrerna var italiker som levde i ett område som avgränsades av floderna Tibern och Nar, Adriatiska havet och Apenninerna. Deras språk, umbriskan, ligger nära latinet. Enligt Plinius den äldre uppfattades umbrerna som det äldsta folket i Italien. 
De flesta umbriska städer grundades på kullar som var lätta att försvara. De umbriska städerna var små, vilket påverkade de politiska strukturerna. Umbriska lämningar finns i städerna Chianciano, Chiusi, Assisi och Perugia. Det viktigaste ämbetet bar de två män som var uthur, och som var ansvariga för att övervaka ritualer. Två andra ämbeten var marone och kvestur. 
Umbrerna byggde helgedomar för att offra till gudarna, bland andra Feronia, Valentia, Minerva Matusia och Clitumnus. Vid helgedomarna lämnade människor bronsvotiver. Av arkeologiska lämningar framgår att man offrade djur till gudarna.
Romarna kom i kontakt med umbrerna 310 f.Kr. De grundade kolonier i Umbrien 229 f.Kr., 268 f.Kr. och 241 f.Kr. och kring 260 f.Kr. hade romarna tagit över Umbrien. Något senare fick umbrer fullt romerskt medborgarskap, och detta är ett tecken på att Umbrien nu var infogat i romarriket. Under samma period valde också omkring 40 000 romare att bosätta sig i Umbrien. Vägen Via Flaminia nådde 220 f.Kr. delar av Umbrien. Ytterligare tecken på relationen mellan umbrer och romarriket var att umbriska städer bidrog med soldater till romerska krig, bland andra det andra puniska kriget. 